# Mathilde Hirsch
Mathilde Hirsch (* 22. Mai 1882 in Friedrichshafen; † 12. Oktober 1952 in Lynch, Nebraska, USA) war von 1933 bis 1947 Generalpriorin der Missions-Benediktinerinnen von Tutzing.

## Leben
Mathilde Hirsch trat 1901 in die Kongregation der Missions-Benediktinerinnen von Tutzing ein. Dort war sie von 1911 bis 1916 Novizenmeisterin, dann Cellerarin, 1919 bis 1921 Subpriorin und von 1921 bis 1925 wieder Novizenmeisterin. 1925 mit der Leitung der Niederlassung in Wŏnsan, Korea, beauftragt, wurde sie dort 1927 Priorin. 1933 wurde sie zur Generaloberin gewählt. Wegen drohender Verhaftung durch die Nationalsozialisten musste sie Deutschland 1940 verlassen und ging nach Norfolk im amerikanischen Bundesstaat Nebraska. Von dort aus leitete sie bis 1947 die weltweit tätige Kongregation, deren deutsches Mutterhaus in Tutzing 1941 von den Behörden beschlagnahmt wurde.
1947 wurde sie vom Generalkapitel zur Priorin von Norfolk gewählt, wo sie 1952 an den Folgen einer Krebserkrankung starb.